# Otto von Orgies-Rutenberg
Johann Joseph Gotthard Otto Baron von Orgies-Rutenberg  (* 14. Mai 1802 in Bauske, Gouvernement Kurland; † 16. Mai 1864 in Wiesbaden) war ein kurländischer Landesbeamter, Historiker und Schriftsteller.

## Leben
Otto von Orgies-Rutenbergs Großvater war Carl Ferdinand von Orgies-Rutenberg (1741–1801), kurländischer Kanzler und später Landhofmeister im Herzogtum Kurland und Semgallen.
Otto von Orgies-Rutenberg begann 1820 das Studium der Rechtswissenschaften zunächst an der Universität Heidelberg und wechselte noch im gleichen Jahr an die Universität Straßburg. 1821 setzte er sein Studium an der Universität Bonn fort und ging 1823 zu dessen Abschluss an die Universität Göttingen. 1822 wurde er Mitglied des Corps Curonia Bonn I. In Göttingen schloss er sich 1823 der Curonia Goettingensis VII an. Nach Abschluss des Studiums kehrte er als Besitzer der Rittergüter Alt Sexaten und Wolgund nach Kurland zurück. Von 1824 bis 1828 war er Assessor am Hauptmannsgericht in Goldingen und von 1828 bis 1833 am Oberhauptmannsgericht in Mitau. Später ließ er sich in Heidelberg als Schriftsteller nieder. 1862 wurde ihm der Adelstitel eines Barons verliehen. Er schrieb insbesondere Gedichte und Dramen. Als ein Anhänger der Aufklärung setzte er sich in seinen Werken kritisch mit den gesellschaftlichen Verhältnissen in den russischen Ostseegouvernements auseinander, insbesondere mit dem Betragen des deutschbaltischen Adels gegenüber den lettischen Bauern. Damit nahm er gesellschaftspolitischen Einfluss in Lettland. Seine Geschichte der Ostseeprovinzen Liv-, Esth- und Kurland war das erste Werk der Geschichtsschreibung, das aus dem Deutschen ins Lettische übersetzt wurde.
Er war mit Pauline Friederike Gräbner (1812–1852) aus Pernau verheiratet. Die Tochter Bertha (* 1841) heiratete Ludwig Graf von Bothmer (1835–1894) auf Schloss Bothmer.

## Schriften
- Geschichte der Ostseeprovinzen Liv-, Esth- und Kurland von der ältesten Zeit bis zum Untergang ihrer Selbständigkeit, 1859–1861 (2 Bände)
- Baltijas wehsture
- Gudrun: ein Schauspiel in fünf Aufzügen, 1862
- Mecklenburg in Kurland, 1863
- Edelmann und Bauer, 1864